# Марія Гессен-Кассельська (1796–1880)
Марія Гессен-Кассельська (нім. Marie von Hessen-Kassel), повне ім'я Марія Вільгельміна Фредеріка Гессен-Кассельська (нім. Marie Wilhelmine Friederike von Hessen-Kassel, 21 січня 1796 — 30 грудня 1880) — принцеса Гессен-Кассельська з Гессенського дому, донька принца Фрідріха Гессен-Кассельського та принцеси Кароліни Нассау-Узінгенської, дружина великого герцога Мекленбург-Штреліцького Георга, матір великого герцога Мекленбург-Штреліцького Фрідріха Вільгельма.
Була талановитою художницею.

## Біографія
Марія народилася 21 січня 1796 року в Ганау. Вона була сьомою дитиною та другою донькою в родині принца Фрідріха Гессен-Кассельського та його дружини Кароліни Нассау-Узінгенської. Дівчинка мала старших братів Вільгельма, Карла Фрідріха, Фрідріха Вільгельма, Людвіга Карла та Георга Карла й сестру Луїзу. Згодом у неї з'явилася молодша сестра Августа. Мешкало сімейство у Румпенхаймерському замку в містечку Оффенбах-на-Майні та у Касселі.
У 21-річному віці Марія взяла шлюб із великим герцогом Мекленбург-Штреліца Георгом. Весілля відбулося 12 серпня 1817 року, на 38-й день народження нареченого. У подружжя народилося четверо дітей:
Велика герцогиня була обдарованою художницею. Переважно вона створювала копії відомих картин старих майстрів, серед яких були Дюрер та Рафаель.
Марія прожила довге життя і відійшла у вічність 30 грудня 1880 року, переживши чоловіка та трьох із чотирьох дітей. Її поховали поруч із Георгом у новій крипті замкової кірхи у Мірові.

## Титули
- 21 січня 1796—12 серпня 1817 — Її Світлість Принцеса Марія Гессенська;
- 12 серпня 1817—6 вересня 1860 — Її Королівська Високість Велика Герцогиня Мекленбург-Штреліца;
- 6 вересня 1860—30 грудня 1880 — Її Королівська Високість Вдовіюча Велика Герцогиня Мекленбург-Штреліца.

## Родина

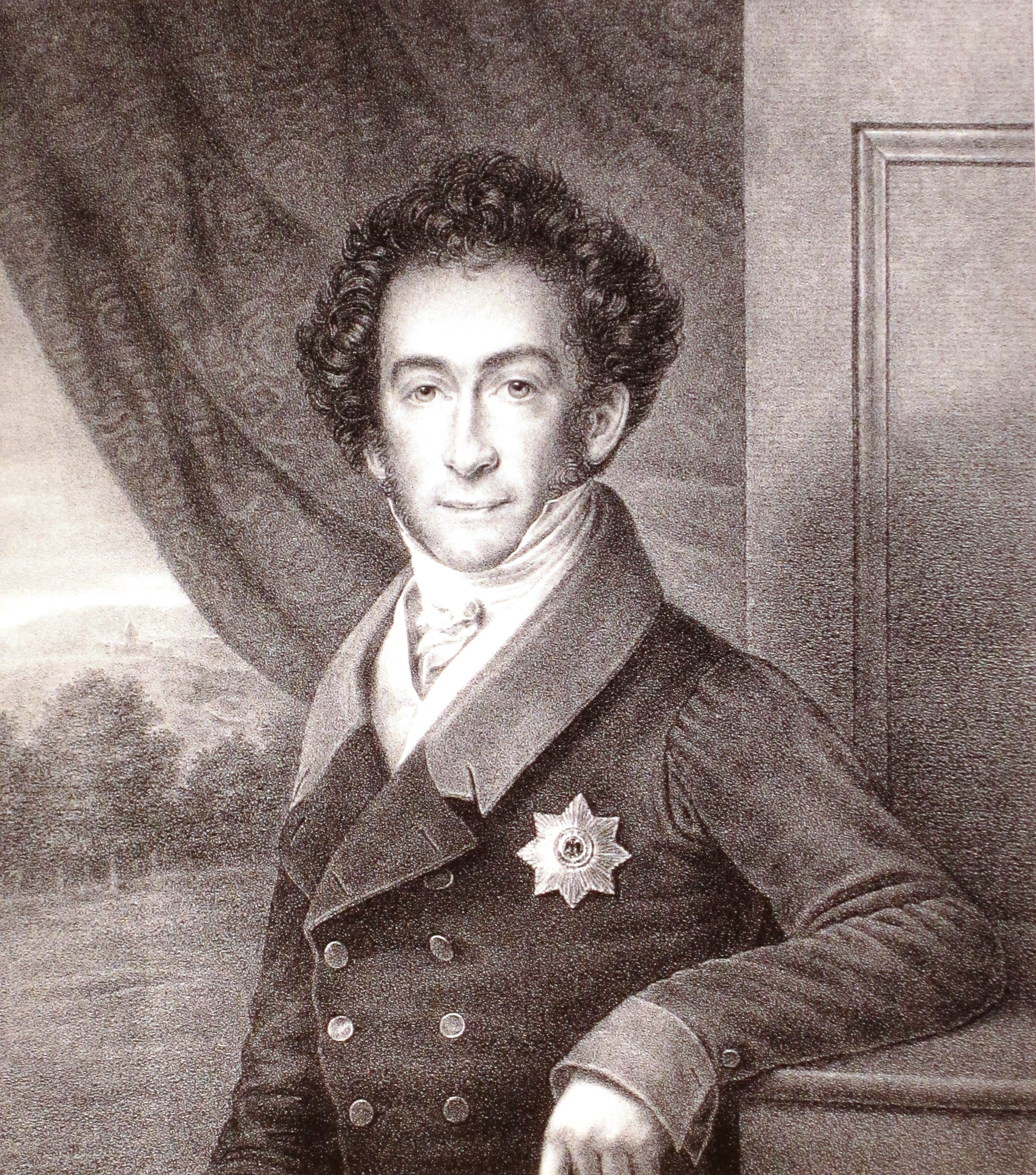
Георг Мекленбурзький

Чоловік — Георг Мекленбурзький
Діти:
- Луїза (1818—1842) — прожила 23 роки, одружена не була, дітей не мала;
- Фрідріх Вільгельм (1819—1904) — наступний герцог Мекленбург-Штреліца у 1860—1904 роках, був одруженим із британською принцесою Августою Кембриджською, мав двох синів, один із яких вижив;
- Кароліна (1821—1876) — дружина кронпринца Данії Фредеріка (згодом розлучилися), дітей не мала;
- Георг (1824—1876) — генерал від артилерії російської армії, був одруженим із великою княжною Катериною Михайлівною, мав п'ятеро дітей.